# Ferlhof
Ferlhof  ist ein Gemeindeteil der Gemeinde Hilgertshausen-Tandern im oberbayerischen Landkreis Dachau.

## Lage
Die Einöde liegt auf der Gemarkung Hilgertshausen etwa eintausenddreihundert Meter nordöstlich der Kirche von Hilgertshausen westlich des Waldgebiets Unterkling.

## Geschichte
In alten Karten wird der Ort als Abdecker bezeichnet. Der Gemeindeteilname Ferlhof wurde durch das Landratsamt Dachau mit Bescheid vom 5. Mai 2009 erteilt.